# Геометрична нивелация
Геометричната нивелация е метод за определяне разликата във височините на две точки – А и B. Извършва се с помощта на хоризонтална визирна линия, материализирана от визирната ос на специален геодезически инструмент – нивелир. Определяне превишението в т. А и т. В като разлика във височините на визираните точки от земната повърхност се изразява математически чрез
{\displaystyle h=h_{b}-h_{a};}
където {\displaystyle h_{b}} и {\displaystyle h_{a}} са отчетите от латите.

## Принцип на измерването
За целта нивелирът се поставя между двете точки, а върху измерваните точки отвесно се поставят лати. Чрез материализираната от нивелира хоризонтална визирна линия се правят отчети по латите – отчет a по латата, разположена върху точка А и отчет b по латата, разположена върху точка B.
Превишението ∆hАВ ще се определи по формулата
∆ hАВ= a – b.
Когато трябва да бъде извършена нивелация между точки, намиращи се на по-голямо разстояние или с по-голямо превишение между тях, определянето на превишението се извършва чрез нивелачен ход с помощни междинни точки, а самото превишение се получава като сума от превишенията между отделни помощни точки от хода, които се подбират така, че да бъдат изпълнени горните изисквания.
Геометрична нивелация, при която нивелирът се поставя между двете точки A и B се нарича нивелиране от средата. Известен е и друг на начин за извършване на геометричната нивелация – нивелиране от края (нивелиране напред).
В този случай нивелирът се поставя върху точка A по такъв начин, че окулярът на зрителната тръба и точката да лежат на една отвесна линия. С ролетка се измерва разстоянието от точката върху земната повърхност A до центъра на окуляра (пресечната точка на нишковия кръст). Това разстояние JA се нарича височина на инструмента. Чрез материализираната с визирната ос на нивелира хоризонтална визирна линия се прави отчет b по вертикално поставена върху точка B лата. Превишението между двете точки се определя по формулата ∆hАВ = JA – b.

## Приложение
Геометричната нивелация чрез нивелиране от края не намира приложение и се използва само при измервания с ниска точност, тъй като влиянието на кривината на Земята и други грешки не могат да се елиминират.
При измерването превишението не трябва да бъде по-голямо от 3.5 m, а за постигането на висока точност разстоянието между двете точки A и B не трябва да превишава 150 m.
Точността на отчета по латите може да бъде до 1-2 mm за техническо нивелиране и до 0.1 mm при нивелиране I клас, когато се пренася ниво чрез нивелачен полигон.